# Чулев, Алексей Юрьевич
Алексей Юрьевич Чулев (31 июля 1995, Чертково, Селивановский район, Владимирская область) — российский биатлонист, призёр чемпионата России по биатлону, призёр чемпионата мира среди юниоров по летнему биатлону. Мастер спорта России (2015).

## Биография
В школьном возрасте занимался в ДЮСШ им. Алексея Прокуророва (г. Владимир). После поступления в Смоленскую академию физической культуры, спорта и туризма стал выступать за Смоленскую область, позднее также параллельным зачётом за Ямало-Ненецкий АО. Первые тренеры — Г. В. Козлов, А. Е. Спицын. Личный тренер по состоянию на 2017 год — С. Г. Сандуляк.
Неоднократно был победителем и призёром российских соревнований юниорского уровня, в том числе победитель отборочных соревнований по летнему биатлону (2015), призёр первенства России (2014/15), Всероссийской зимней Универсиады (2018).
В составе юниорской сборной России принимал участие в чемпионате мира по летнему биатлону среди юниоров 2015 года в Кеиле-Грэдиштей. В спринте занял 10-е место, а в гонке преследования завоевал серебряные медали. Также принимал участие в двух гонках юниорского Кубка IBU в декабре 2015 года в Валь-Мартелло, лучший результат — 12-е место.
На взрослом уровне становился бронзовым призёром чемпионата России 2018 года в гонке патрулей в составе сборной ЯНАО. Серебряный призёр чемпионата Уральского федерального округа 2017 года в индивидуальной гонке.